# 内兰
内兰（法語：Nelling，法語發音：[nɛlɛ̃]；洛林法兰克语：Nellinge）是法国摩泽尔省的一个市镇，属于萨尔格米讷区。

## 地理
内兰（48°57'53"N, 6°52'1"E）面积7.4 平方千米，位于法国大東部大區摩泽尔省，该省份为法国东北部内陆省份，是洛林的一部分，西南接默尔特-摩泽尔省，东临下莱茵省，北与卢森堡和德国接壤。
与内兰接壤的市镇（或旧市镇、城区）包括：格雷南、安斯曼、卡珀尔坎热、莱南、小唐坎、雷南。

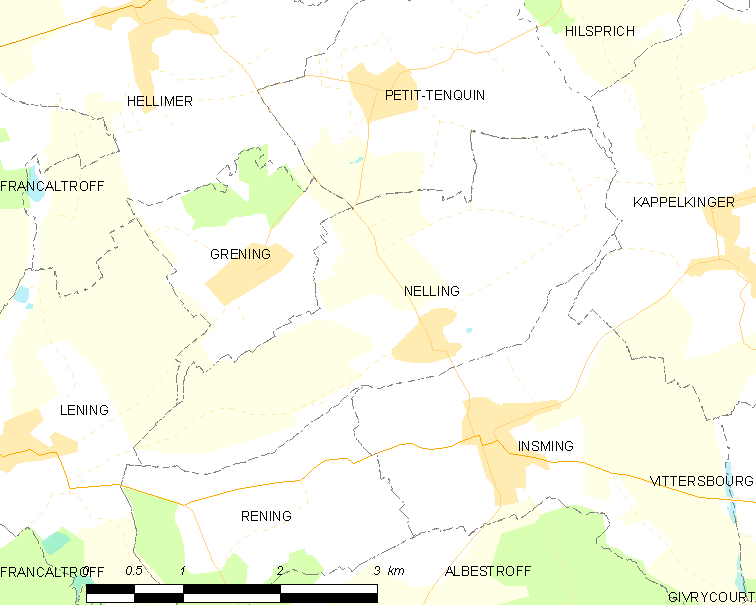
内兰的OSM定位图

内兰的时区为UTC+01:00、UTC+02:00（夏令时）。

## 行政
内兰的邮政编码为57670，INSEE市镇编码为57497。

## 政治
内兰所属的省级选区为萨拉尔布县。

## 人口

1962-2008年间内兰人口变化图示

内兰于2022年1月1日时的人口数量为262人。